# 1188

## Родени
- Бланш Кастилска, кралица на Франция

## Починали
- Усама ибн Мункид, арабски историк и дипломат